# Calophasia canterius
Calophasia canterius är en fjärilsart som beskrevs av Charles Joseph de Villers 1789. Calophasia canterius ingår i släktet Calophasia och familjen nattflyn. Inga underarter finns listade i Catalogue of Life.